# إدواردو فيرير
إدواردو فيرير هو سياسي أمريكي، ولد في 28 نوفمبر 1973 في سان خوان في الولايات المتحدة. نشط حزبياً في Popular Democratic Party (Puerto Rico) ‏.